# Notre-Dame du Liban
Pour l’article homonyme, voir Sanctuaire Notre-Dame du Liban.

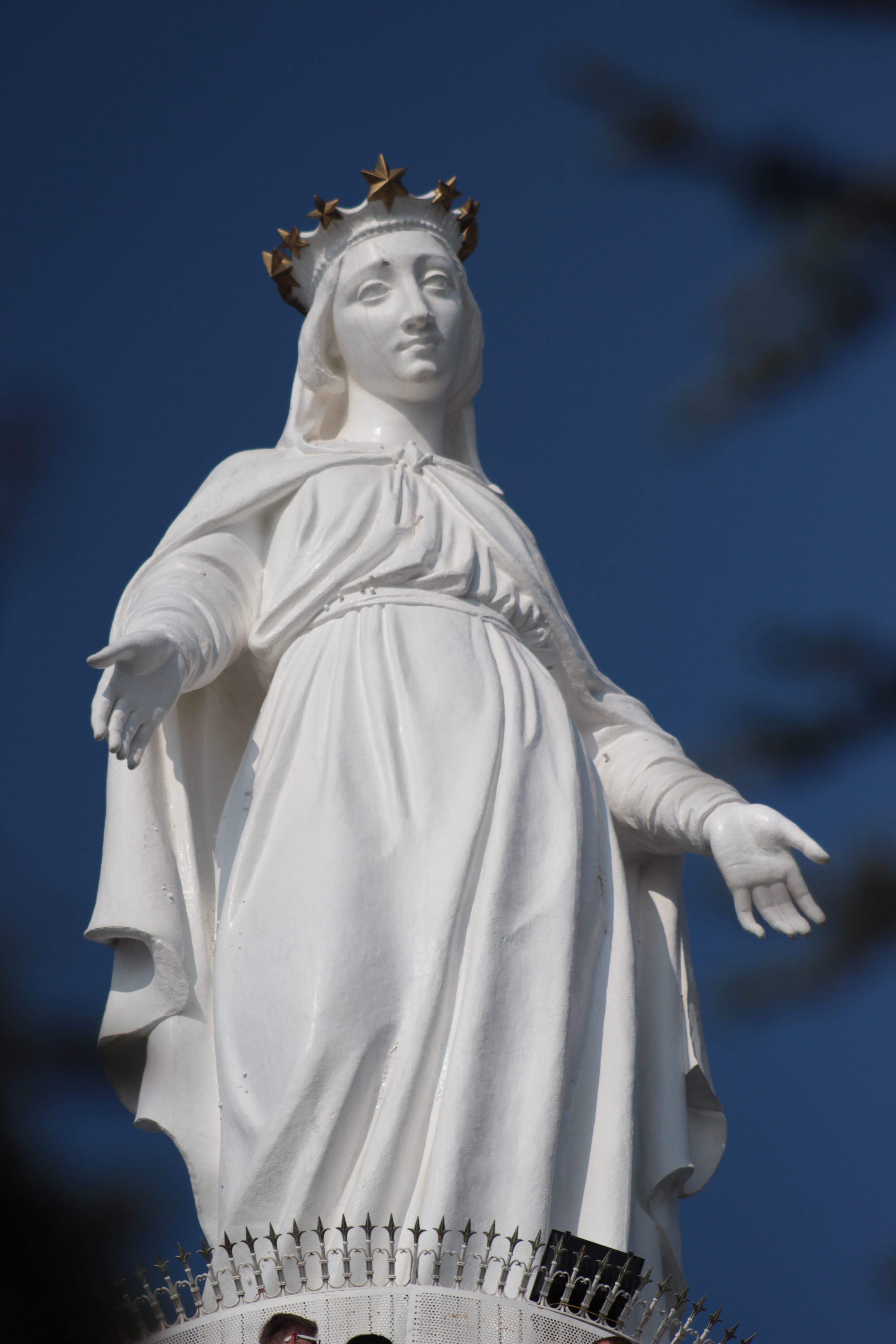
Notre-Dame du Liban

Notre-Dame du Liban est le vocable par lequel la Vierge-Marie, Mère de Dieu, est invoquée comme patronne, protectrice et reine du Liban. Cette dévotion a son origine au début du XXe siècle, lorsque pour célébrer le 50e anniversaire de la proclamation (en 1854) du dogme de l’Immaculée conception, le patriarche de l’Église maronite fait construire le sanctuaire Notre-Dame du Liban sur le rocher d’Harissa (district de Kesrouan), au nord de Beyrouth, surmonté d’une statue de la Vierge Marie monumentale.
Le 10 mai 1908, lors de la célébration inaugurale de la Divine Liturgie (rite maronite), et entouré de tous les évêques du Liban, le patriarche maronite Elias Hoyek consacre le Liban à la Vierge Marie en s’adressant en ces termes : « Oh Marie, reine des montagnes et des mers, et reine de notre cher Liban… ». Par la même occasion le patriarche fixe, pour l’Église maronite, au premier dimanche du mois de mai la fête liturgique annuelle de Notre-Dame du Liban.
Très rapidement l’endroit devient un lieu important de pèlerinages et visites touristiques. Surtout durant le mois de mai. Chrétiens comme musulmans se confient à Notre-Dame du Liban, protectrice du pays. À la fin du XXe siècle une vaste église est édifiée, à côté de la chapelle-sanctuaire, pour permettre de mieux recevoir les visiteurs. Elle est bientôt érigée en basilique mineure.

## Églises dédiées à Notre-Dame du Liban
La dévotion à Notre-Dame du Liban se répandant dans les communautés chrétiennes maronites, même hors du Liban, plusieurs éparchies et cathédrales sont placées sous le patronage de Notre-Dame du Liban. Ainsi l’éparchie maronite de Paris et sa cathédrale, ainsi que celle de Los Angeles. Au Brésil (Fortaleza et Porto Alegre), en Afrique du Sud (Johannesbourg), en Australie (Melbourne, Sydney), au Canada (Ontario), Philippines et aux États-Unis (New-York, Californie, D.C., Brooklyn) des églises et paroisses maronites sont dédiées à Notre-Dame du Liban. 

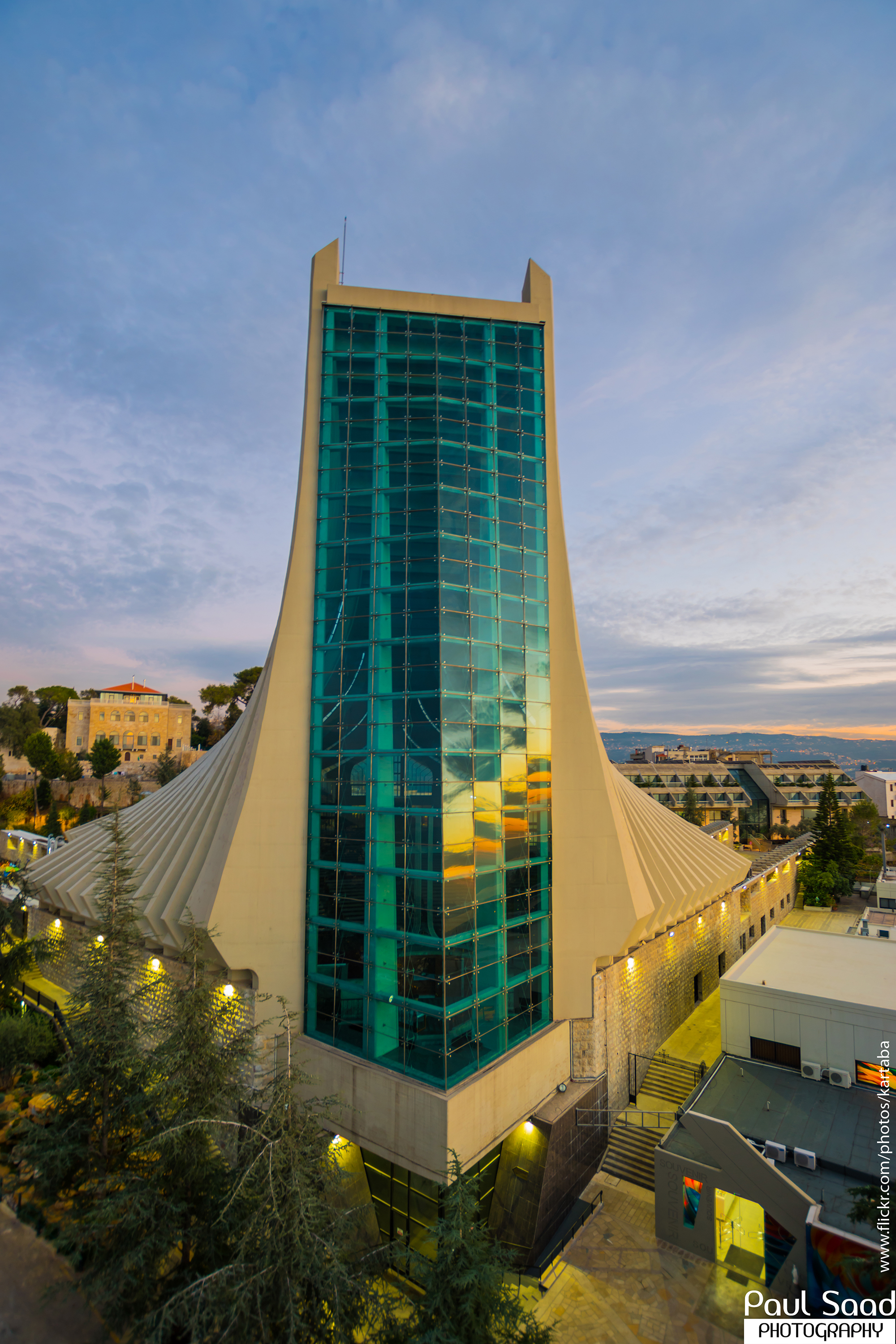
La basilique à Harissa au Liban.
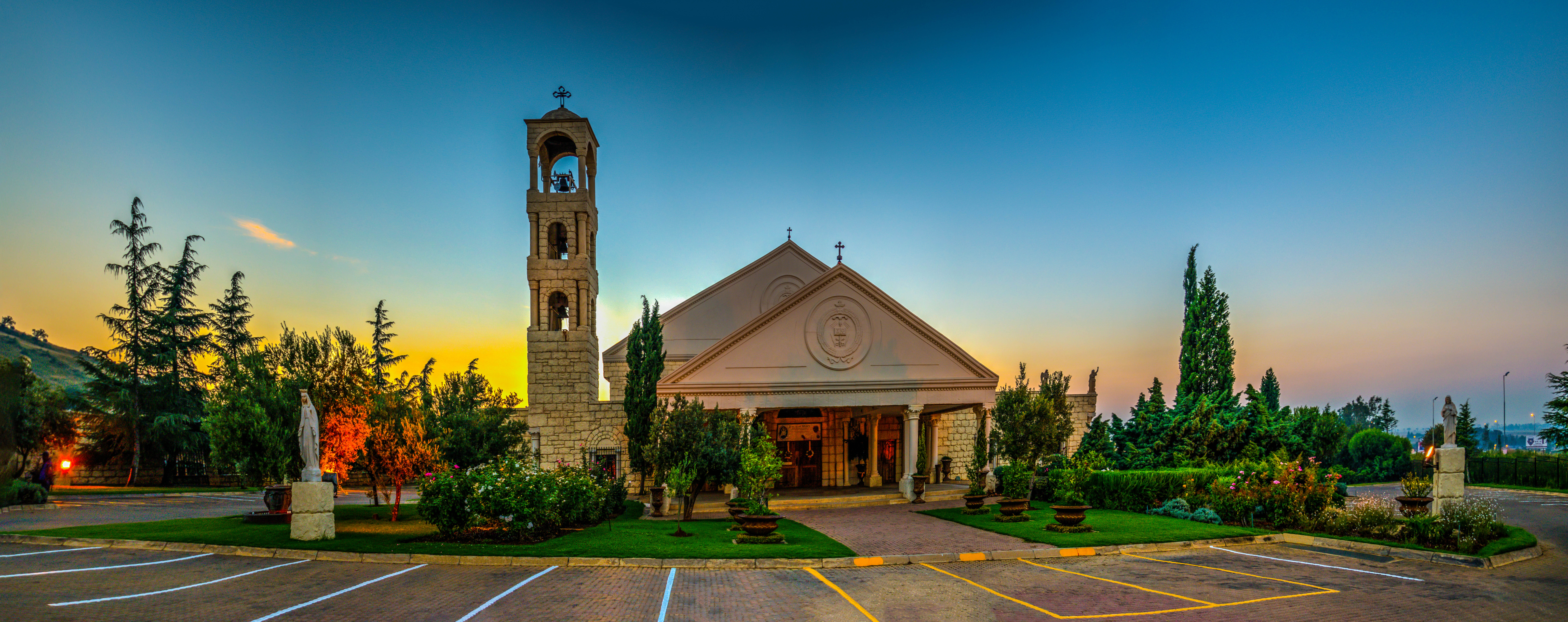
Notre-Dame du Liban ou sanctuaire Notre-Dame des Cèdres à Mulbarton (en) dans le sud de Johannesbourg.
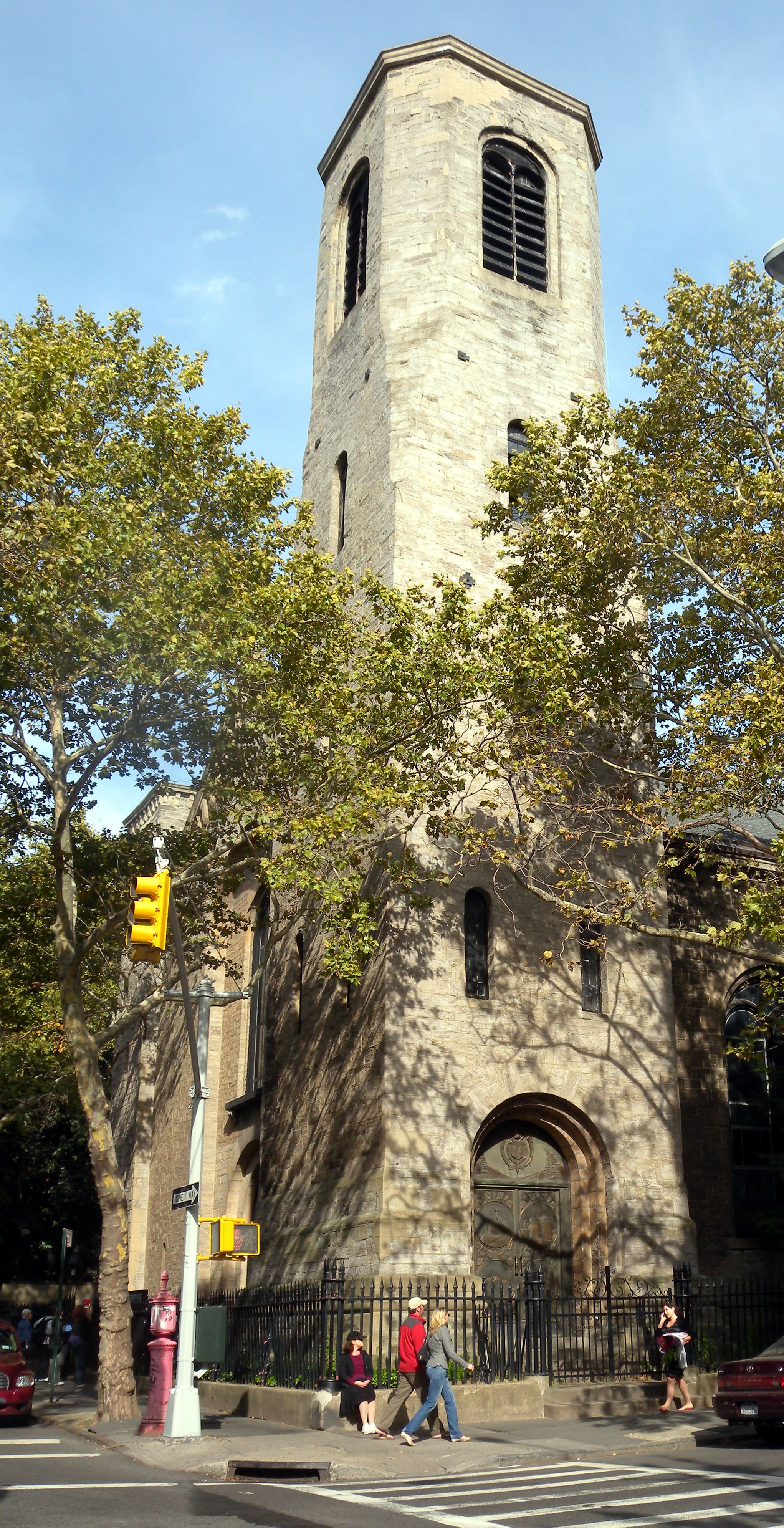
Cathédrale à Brooklyn.
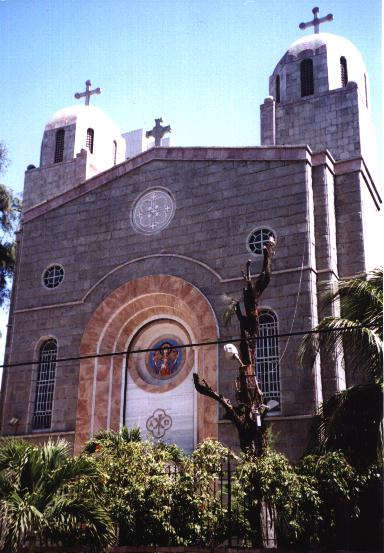
Monument Melkite de Notre-Dame du Liban à Fortaleza au Brésil.
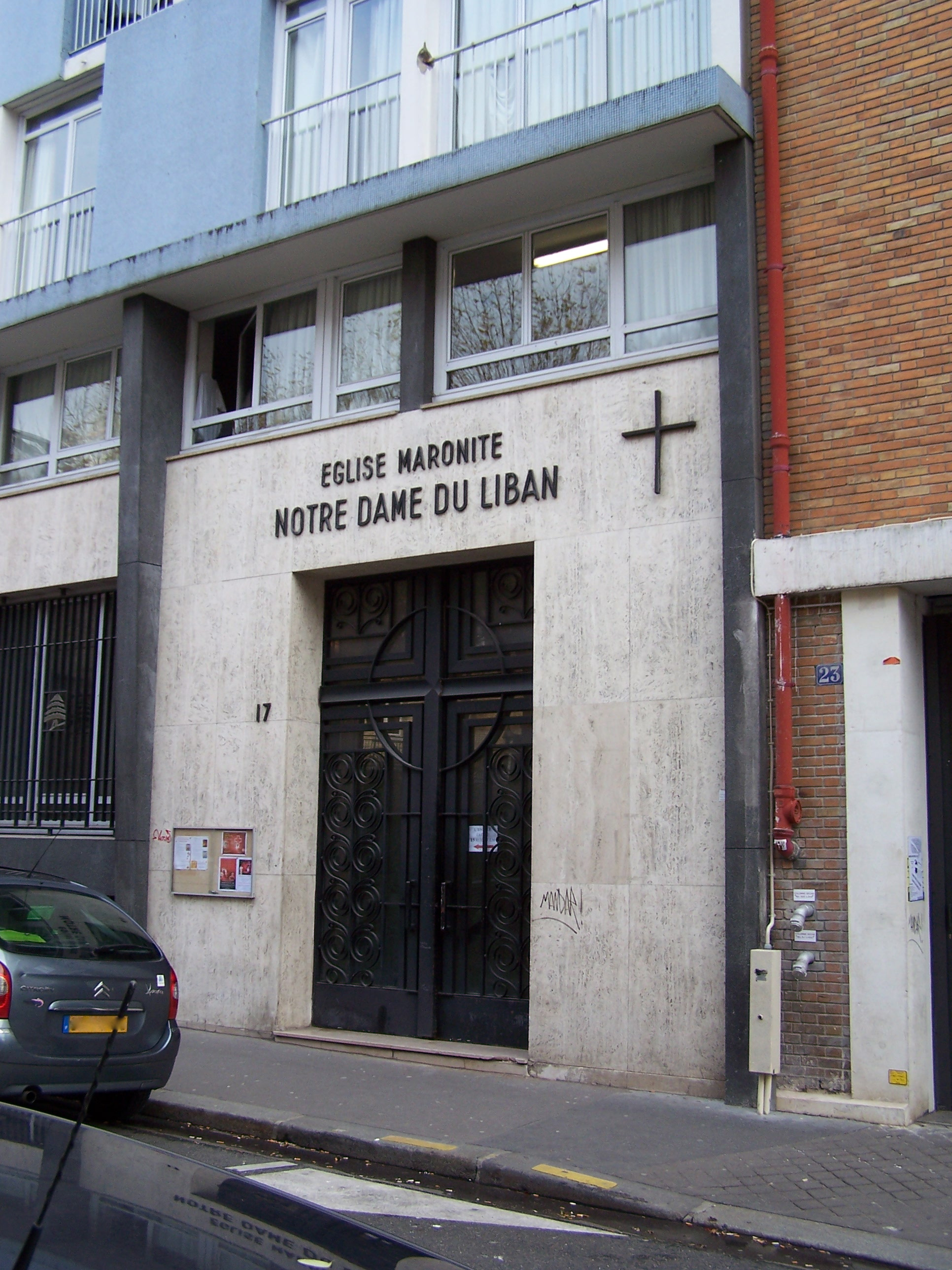
La cathédrale Notre-Dame du Liban de Paris.